# Black Hole Recordings
Pour les articles homonymes, voir Black Hole.
Black Hole Recordings B.V. est un label discographique néerlandais de trance, basé à Bréda. Il est fondé par Tijs Verwest (Tiësto) et Arny Bink en 1997, et distribué par E1 Entertainment Distribution jusqu'au 22 janvier 2009. En août 2009, Tiësto vend ses parts de Black Hole Recordings, et fonde le label Musical Freedom (en collaboration avec le label indépendant PIAS) qui devient une filiale de Spinnin' Records,.
En 2022, le label fête sa 25e année d'existence.

## Histoire

### Origines
Au cours de l'année 1994, Tiësto signe chez Basic Beat Recordings et y rencontre Arny Bink. Il sort des titres sur le sous-label Trashcan, fondé par Arny. Vers 2000, il crée le sous-label Guardian Angel avec Arny où ils commenceront à sortir la fameuse série de mix Forbidden Paradise ainsi que deux autres sous-labels qui auront un grand impact dans le futur SongBird et In Trance We Trust. De 1998 à 1999, Tiësto sort ses titres sur Planetary Consciousness, époque où il rencontre Hardy Heller qui l'invite à sortir quelques titres sur Black Hole Recordings. En 1999, Tiësto sort le premier volet de la série de compilations In Search of Sunrise (en) sur SongBird et en 2001, il crée un nouveau label appelé Magik Muzik, qui devient le temple des titres majeurs Tiësto, et ensuite d'autres d'artistes.

### 1997–2004
Black Hole Recordings est fondé en 1997 par Tiësto et Arny Bink. À cette période, il n'est pas connu et est axé sur les productions de Tiesto ainsi que ses mixes. Après la sortie de Magik One: First Flight et Age 1.0 Tiësto commence à se faire connaître et le label trouve un public. En 1998, en raison du succès des deux premières compilations, ils décident de travailler avec d'autres artistes et sortent In Trance We Trust 001 mixée par Misja Helsloot (en), qui devient l'une des premières compilations trance de l'histoire lancée sur le marché[réf. nécessaire][Information douteuse].
Avec le support des fans, ils donnent à Misja, et d'autres DJ et producteurs la possibilité de travailler avec eux. Black Hole Recordings sort sa première compilation mixée rassemblant de nombreux artistes tels que DJ Stigma, Ferry Corsten, Armin van Buuren, Johan Gielen, Mark Norman, Cor Fijneman, DJ Montana, et Ton TB. Tiësto sort un 33 tours intitulé In Trance We Trust et y présente de nombreux artistes venant de labels et univers différents. Tiësto vend près d'un million de copies de cette compilation qui deviendra l'une des références historique pour la trance. Misja Helsloot est le premier à travailler avec Tiësto sur In Trance We Trust, Tiësto l'aide seulement à choisir les titres et à les agencer jusqu'au dernier en 2001.
Dans les premiers jours de 2001, Prime Time Management devient l'agent officiel de Tiësto et a pour objectif principal le développement de la carrière de Tiesto. En 2001, Jonas Steur (en) rejoint le label et sort un titre sous le nom de Estuera. La même année, Ralphie B est signé au label In Trance We Trust par Tiesto. En 2004, Black Hole Recordings sort une double compilation, Black Hole Recordings: Best of 1997-2004 ; le premier CD contient les titres originaux et le second les mêmes titres mixés par DJ Ton T.B. Il s'agit d'un best of du label de 1997 à 2004.

### 2005–2008
En 2005, Sander van Dien et Ralphie B collaborent sur plusieurs titres sous le nom de Midway avant de devenir « First State qui sera un tournant selon le label. En 2006, Black Hole Recordings demande à Jonas Steur de faire un album, ce qui sera fait l'année suivante avec Born for the Night. En 2007, Barcelona Urban Sound sort Trance World Series: Black Hole in Session composé de 2 CD, un mixé par T4L et l'autre par Slamm! Cette compilation rassemble des artistes du catalogue du label.
Iwan de Kuijper, le nouvel attaché de presse de Black Hole Recordings, devient le manager général d'une nouvelle branche du label qui a pour fonction de proposer des titres pour des jeux vidéo, TV ou films. L'équipe se compose de Iwan de Kuijper, Tom Pearce (directeur musical), le producteur Geert Huinink (en) et Tiësto.
Christopher Norman, qui a déjà un bon pédigrée, sort plusieurs titres et collabore avec Topher Jones sur le titre Otherside, ce titre sera  joué dans l'émission de radio de Tiësto, Tiësto's Club Life (en), sur Radio 538. Par la suite, Jones est joué de très nombreuses fois par Tiësto avec Castaway et son remix pour Tyler Michaud vs. JPL's – Five Days Till Sunrise ainsi que Young Life qui fera partie de la compilation In Search of Sunrise 6: Ibiza (en).
Le 24 mai 2008, Black Hole Recordings fait sensation pour les 10 ans du label dans le club hollandais The Matrixx à Nimègue en rassemblant Cor Fijneman, Cosmic Gate, First State, Mark Norman, Mr. Sam, Phynn, Progression and Ton TB Après cet évènement, un album exclusif sort 10 Years of Black Hole Recordings. Black Hole fêtera aussi l'événement à Taïwan avec la soirée Black Hole Label Night qui sera enregistrée et publiée sur le label Avex Taiwan Inc., les bénéfices de cette sortie seront laissés à DJ J-Six qui a simplement enregistré la soirée et n'avait aucune relation avec le label. Tous les titres sont de la propriété de Black Hole Recordings à l'exception de As the Day Fades de Josh Millstone. Black Hole Recordings crée un nouveau label, Fris!, axé sur la house progressive. En janvier 2009, Black Hole Recordings publie Captivate, son premier magazine gratuit en ligne avec Myebooks contenant des informations sur les sorties à venir, les nouveaux albums et sur les artistes. En mars 2009, après avoir signé Richard Durand (en) sur Magik Muzik, Black Hole recordings décide de mettre fin au label Terminal 4 sur lequel il avait sorti ses meilleurs titres.

### Depuis 2009
En août 2009, Tiësto décide de mettre fin à son contrat avec Black Hole Recordings, il crée le label Musical Freedom en association avec PIAS,,. En avril 2010, Black Hole Recordings annonce que le 8e opus de la compilation In Search of Sunrise (en) est dirigée par le producteur néerlandais de trance Richard Durand (en), elle sort en mai 2010. Il continue à diriger In Search of Sunrise jusqu'en 2015 avec In Search of Sunrise 13.5: Amsterdam. Markus Schulz, Gabriel and Dresden, et Andy Moor prendront le relais en 2018 avec In Search of Sunrise 14.
Black Hole Recordings fête sa 25e année d'existence le 15 septembre 2022, il est nommé label du mois sur Beatportal. En 2023, Markus Schulz sort son nouvel album, The Rabbit Hole Circus.

## Distinctions
Black Hole Recordings est nommé aux WMC Awards de Miami comme « meilleur label mondial de musique dance » en 2008 et 2009.

## Sous-labels
Les sous-labels de Black Hole les plus importants sont :
- Magik Muzik, dirigé par Tiësto de 2001 à 2009.
- Perfecto Records, dirigé par Paul Oakenfold.
- Colhardbour Recordings, dirigé par Markus Schulz.
- |Subculture Recordings, dirigé par John O'Callaghan (en).

### Actifs
Cette liste présente les sous-labels actifs de Black Hole Recordings triés par date de création ou d'acquisition.
- In Trance We Trust (1998) - trance
- SongBird (1998) - house progressive, trance
- AVANTI (1999 en tant que Black Hole Avanti, relancé en 2008) - house progressive, techno, trance
- Wildlife (1999) - house, house progressive, tech house, trance
- Magik Muzik (2001) - chill-out, electronica, house progressive, trance
- Outstanding (dirigé par  Cor Fijneman (2001–2006, relancé en 2009) - trance
- Jacuzzi Records (2002) - house
- Tunes For You (dirigé par Johan Gielen (2005 par Fundamental, acquis en 2006) - trance
- Streamline Records (2008) - trance
- APPIA Music (dirigé par Mr. Sam) (2008) - techno, trance
- Fris! (2008) - house progressive
- Terminal 4 (2006, acquis en 2009) - electro house, house progressive, tech house, techno, trance
- First State Music (dirigé par First State (lancé en septembre 2010) - trance, trance progressive, house progressive

### Fermés
Cette liste présente les sous-labels morts de Black Hole Recordings triés par date de mort.
- Bite The Dust (1998)
- Heartbeatz (2001)
- I.C.E. (Illicit Cool Experiments) (2001)
- Maxim Editions (créé pour sortir des CD conjointement avec le magazine Maxim) (2001)
- Fatal Tracks (2001–2003)
- Black Hole UK (filiale britannique de Black Hole Recordings) (2002–2003)
- Slice! (2003)
- Magik Muzik UK Filiale britannique de Magik Muzik (2002–2003)
- Multitracks Records (1998–2005)
- Black Hole CC (2001–2005)
- Black Hole Recordings Download Only (sorties numériques uniquement ; 2006–2007)
- F.B.I. (Future Beat Instructions) (dirigé par DJ Preach ; 2005–2008)